# Praetorians
Praetorians – komputerowa strategiczna gra czasu rzeczywistego, wyprodukowana przez Pyro Studios i wydana w 2003 roku przez Eidos Interactive. Jej akcja toczy się w czasach Imperium Rzymskiego. Zadaniem gracza w kampanii jednoosobowej jest poprowadzenie armii rzymskiej. Gracz może również kierować jednostkami Galów i Egipcjan. Tryb gry wieloosobowej umożliwia rozgrywkę dla maksymalnie 8 graczy przez sieć lokalną lub Internet. Gra posiada 25 poziomów rozgrywki i 3 poziomy trudności. Występują w niej postacie historyczne, takie jak np. Pompejusz.